# Chynowo

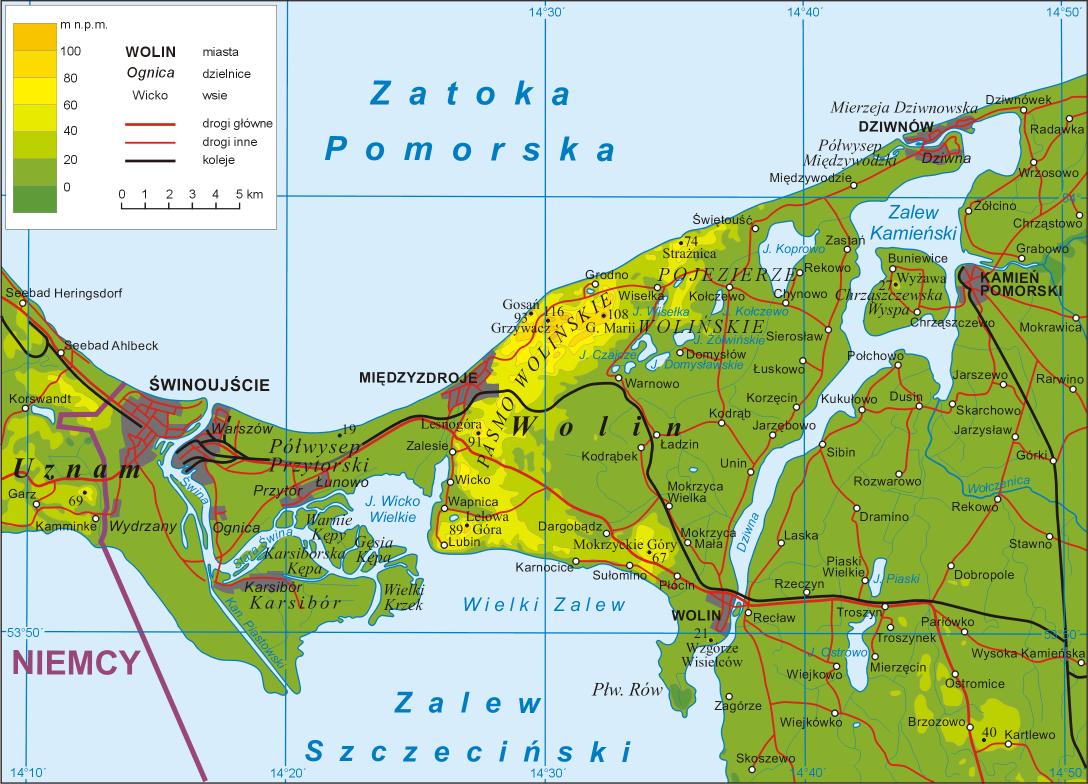
Mapa wyspy Wolin z zaznaczonym Chynowem

Chynowo (niem. Chinnow) – wieś w Polsce położona w województwie zachodniopomorskim, w powiecie kamieńskim, w gminie Wolin.

## Położenie
Wieś położona jest 14 km od Wolina, przy południowym krańcu jeziora Koprowo. Przez wieś przebiega droga gminna Sierosław – Kołczewo.

## Historia
Pierwsze ślady istnienia miejscowości pochodzą z epoki kamienia. W czasach osadnictwa słowiańskiego była tu osada.

Od XIV wieku była własnością rodziny Bosberge. Pierwsze wzmianki pisemne znaleźć można w 1484 roku oraz w 1504. Do majątków Bosbergów oprócz Chynowa należał także Świętouść i Rekowo. Od 1626 Chynowo zaczęło być pod władaniem Joachima Pritza, następnie w 1757 stają się własnością Christiana Bolza. Następnie kolejno: Carla Friedricha v. Wedel (1799) i Ferdynanda Noebel (1841). W 1842 roku wieś poszła pod młotek. Kupił ją sektor leśnictwa w Warnowie. W latach 1975–1998 miejscowość administracyjnie należała do województwa szczecińskiego. W Chynowie do końca lat 90. funkcjonowała jednostka wojskowa. 
Miejscowość znana była pod niemieckimi nazwami Chinnow oraz Ginnow.

## Edukacja
Dzieci z Chynowa uczęszczają do szkoły podstawowej w Kołczewie.

## Przyroda
We wsi, przy drodze do Kol. Kołczewo, znajduje się pomnik przyrody – dąb szypułkowy.